# Боксов мач (филм, 1894)
„Боксов мач“ (на английски: Boxing Match) е американски късометражен документален ням филм от 1894 година, продуциран от изобретателя и режисьор Уилям Кенеди Диксън и заснет от компанията Едисън Манюфакчъринг Къмпъни в лабораториите на Томас Едисън в Ню Джърси. Кадри от филма не са достигнали до наши дни и той се смята за изгубен.